# Schoren
Schoren (toponimo tedesco) è una frazione del comune svizzero di Langenthal, nel Canton Berna (regione dell'Emmental-Alta Argovia, circondario dell'Alta Argovia).

## Storia

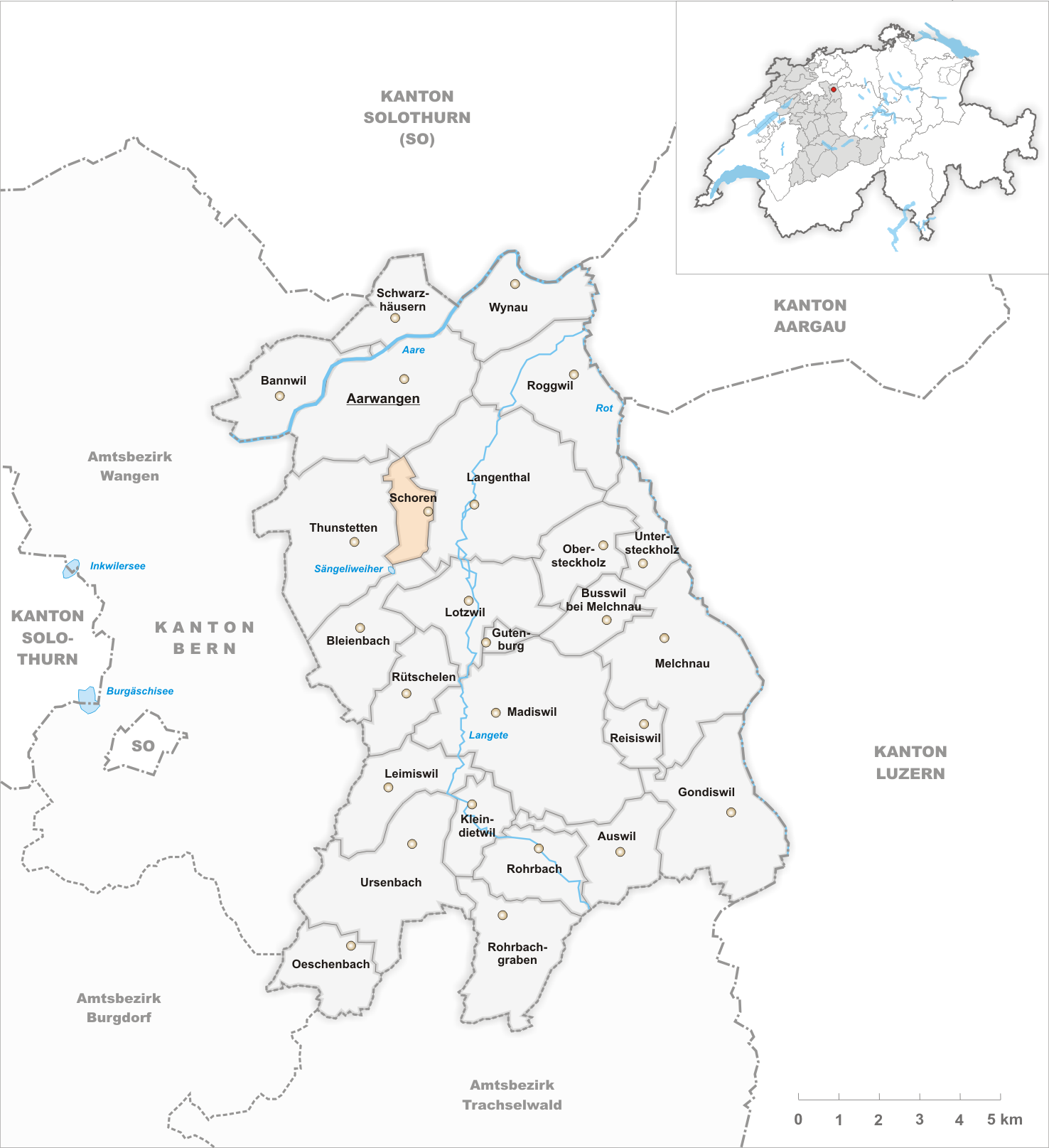
Il territorio del comune di Schoren prima degli accorpamenti comunali del 1898

Già comune autonomo appartenente al distretto di Aarwangen, nel 1898 è stato accorpato a Langenthal.

## Società

### Evoluzione demografica
L'evoluzione demografica è riportata nella seguente tabella:
Abitanti censiti

## Amministrazione
Ogni famiglia originaria del luogo fa parte del cosiddetto comune patriziale e ha la responsabilità della manutenzione di ogni bene ricadente all'interno dei confini del comune.